# Nazli Fazil
Nazlı Fazıl, Nazli Fadhel (àrab: نازلي فاضل, Nāzlī Fāḍil), Nazli Fazl o Zainab Nazlı Khanum Effendi, nascuda el 1853 a Constantinoble i morta el dia 28 de desembre de 1913 al Caire, fou una princesa egípcia de la dinastia de Mehemet Ali i una de les primeres dones a tenir un saló literari al món àrab modern, fet que li donà un lloc a la història de la literatura egípcia.

## Biografia
Nazli Fazıl va néixer a Constantinoble, capital de l'Imperi Otomà, l'any 1853, quan el virregnat d'Egipte encara era vassall del sultà otomà. Era la filla gran del príncep Mustafa Fazıl Pasha i Dilazad Khanum Effendi. Es va criar a Egipte fins al 1866, quan el seu pare, apartat de la successió egípcia, la va enviar a estudiar a Constantinoble. Allà va rebre una educació excepcional per a l'època; parlava turc, àrab, francès, anglès, italià i alemany. El 1872 es va casar amb l'estadista Khalil-Bey, un diplomàtic otomà que va tenir un paper important durant l'època de la guerra de Crimea. La seva única filla, Hayya Khanum, morí en la infància.
Després de la mort de Khalil-Bey a Constantinoble l'any 1879, va tornar a instal·lar-se en una residència al Caire, la Villa Henry. Hi mantingué un saló literari on convidava membres de l'elit intel·lectual egípcia, com Mohamed Abduh, Saad Zaghloul o Qasim Amin, un dels fundadors del feminisme àrab, i estrangers distingits com Lord Cromer, cap de l'administració britànica a Egipte des de 1878, i Lord Kitchener, governador del Sudan angloegipci.
Nazli Fazıl representà un cert lideratge entre les dones intel·lectuals de l'època i es va significar entre els dissidents d'Abdülhamid II, el darrer sultà autòcrata. Al costat de polítics, artistes i escriptors, es mostrà com a opositora al costat dels Joves Turcs, que el deposarien al 1909.

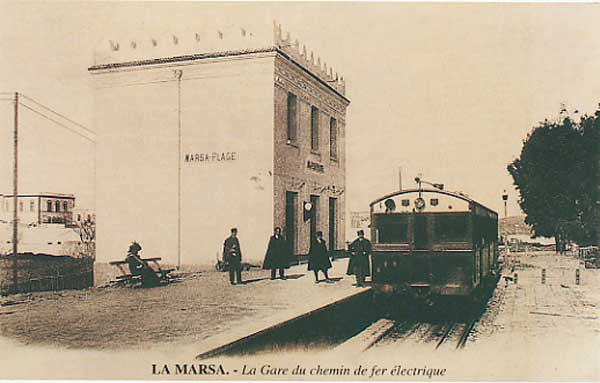
Estació de La Marsa cap a 1910

Aquest període va veure l'afirmació de la dona a l'espai cultural egipci: més de 600 biografies de dones van ser publicades per autors d'ambdós sexes entre 1892 i 1939. Es va tornar a casar el 1898 amb el polític tunisià Khelil Bouhageb, fill de Salem Bouhageb, i es va establir a La Marsa, prop de Tunis. El seu saló literari acollí aleshores reformadors del moviment dels Joves Tunisians, com el periodista Ali Bach Hamba.
De 1906 a 1913 va ser la presidenta honorífica de la Societat Esportiva Musulmana de Tunísia. Va morir d'una aturada cardíaca el 1913. Està enterrada al mausoleu de Fazıl, a prop de la mesquita de l'imam aix-Xafií, al Caire.